# Oberheydener Straße 48 (Mönchengladbach)

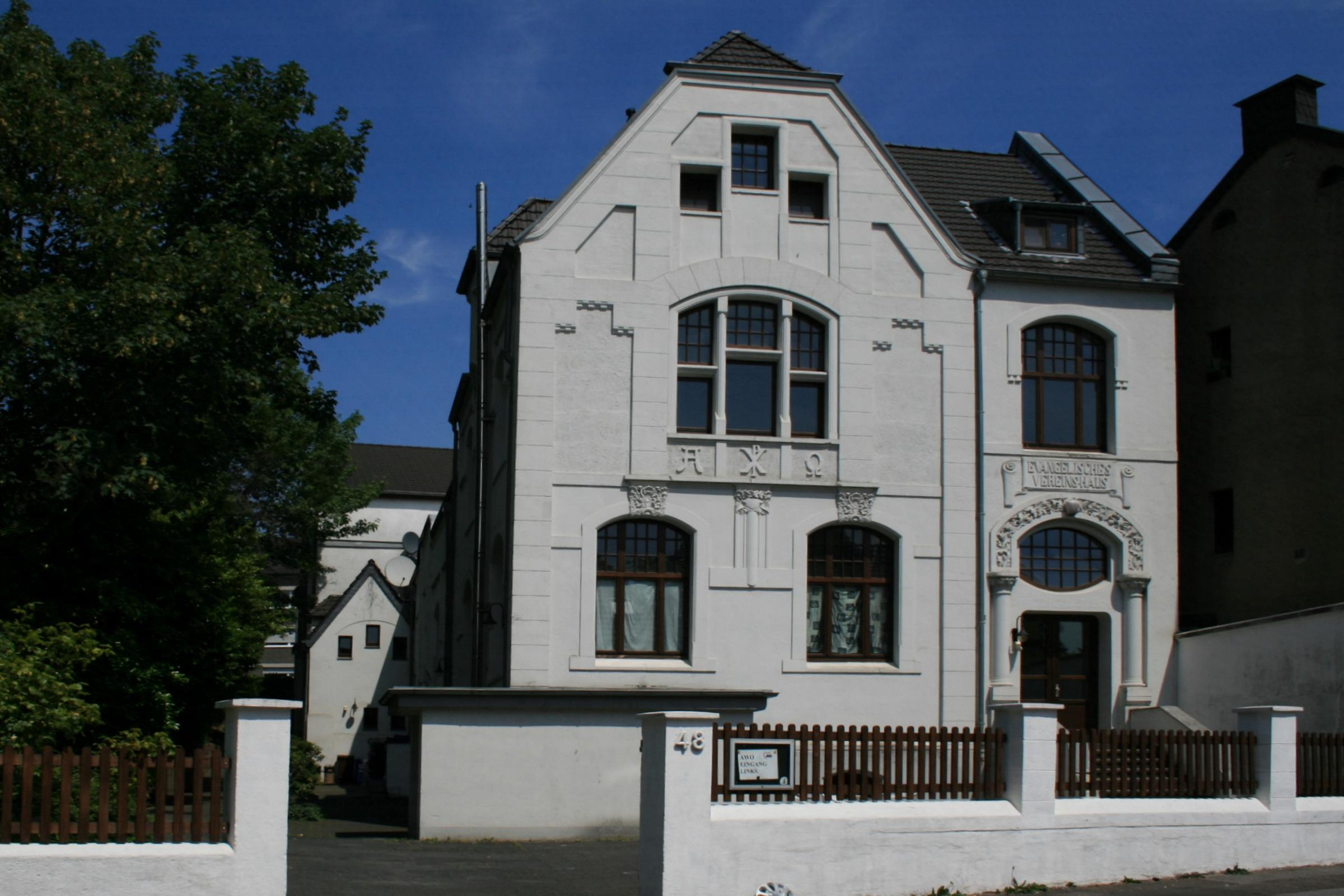
Gemeindehaus (2010)

Das Gemeindehaus Oberheydener Straße 48 steht im Stadtteil Rheydt in Mönchengladbach (Nordrhein-Westfalen).
Das Gebäude wurde 1904 erbaut. Es wurde unter Nr. O 007 am 23. Juni 1992 in die Denkmalliste der Stadt Mönchengladbach eingetragen.

## Architektur
Es handelt sich  um ein zweigeschossiges Gebäude in 3:2 Achsen mit Zwerchgiebel über den beiden linken Achsen, einem eingeschossigen, fünfachsigen Saalbau und einem weiteren Anbau aus dem Jahre 1911 im rückwärtigen Grundstücksteil.